# Cantone di Millau-2
Il Cantone di Millau-2 è una divisione amministrativa dell'arrondissement di Millau.
È stato costituito a seguito della riforma approvata con decreto del 21 febbraio 2014, che ha avuto attuazione dopo le elezioni dipartimentali del 2015, ridefinendo il soppresso cantone di Millau-Est e aggregandovi i comuni di Nant e Saint-Jean-du-Bruel.
Comprende parte della città di Millau e i comuni di:
- Aguessac
- Compeyre
- Nant
- Paulhe
- Saint-Jean-du-Bruel